# 拓殖大学柔道部
拓殖大学柔道部（たくしょくだいがくじゅうどうぶ）は拓殖大学麗澤会体育局所属の柔道チーム。

## 歴史
900年拓殖大学の開校と同時に創部した。1961年に「鬼の木村」と呼ばれたOBの木村政彦が監督に就任。木村がスカウトした岩釣兼生が4年生になりキャプテンとなった1965年には全日本学生柔道優勝大会で優勝を果たした。この時のメンバーには東京オリンピックの柔道で銀メダルを獲得したダグ・ロジャース も入っていた。

## おもな出身者
- 木村政彦
- 岩釣兼生 - 1965年、全日本学生柔道優勝大会、1971年、全日本柔道選手権大会優勝
- ダグ・ロジャース  - 1964年、東京オリンピック80kg超級 銀メダル
- 蔵本孝二 - 1976年、モントリオールオリンピック70kg級 銀メダル
- 西村昌樹 - 1972年、ミュンヘンオリンピック93kg超級 銅メダル